# Bastión Social
Bastión Social fue un movimiento político francés neofascista fundado en 2017 por exmiembros de la asociación estudiantil de extrema derecha Groupe Union Défense. Inspirado por el partido italiano CasaPound, con el que mantienen fuertes lazos, el movimiento utiliza acciones políticas similares, como la ocupación ilegal, las manifestaciones y la ayuda humanitaria, y defiende la referencia nacional. Bastión Social intenta crear centros sociales de extrema derecha en Francia.

## Historia
Bastión Social fue fundado en 2017 por Steven Bissuel, expresidente de la sucursal de GUD en Lyon, y luego se extendió a otras ciudades francesas como Chambéry, Estrasburgo, Aix-en-Provence, Clermont-Ferrand y Marsella. Valentin Linder se convirtió en su nuevo líder en 2018. 
Bastión Social y otros seis grupos de extrema derecha fueron prohibidos por el presidente francés Emmanuel Macron el 24 de abril de 2019.